# Cuscuta macrolepis
Cuscuta macrolepis är en vindeväxtart som beskrevs av Rhui Cheng Fang och S. H. Huang. Cuscuta macrolepis ingår i släktet snärjor, och familjen vindeväxter. Inga underarter finns listade i Catalogue of Life.